# Unidades Militares de Ajuda à Produção
As Unidades Militares de Ajuda à Produção (em castelhano:  Unidades Militares de Ayuda a la Producción, UMAP) foram campos de concentração e de trabalhos forçados criados em meados dos anos 1960 pelas autoridades comunistas em Cuba, onde homossexuais, cristãos e oponentes da revolução foram internados.
Estes campos de trabalho forçado agrícola foram operados pelo governo cubano de novembro de 1965 a julho de 1968, e estiveram localizados nas terras açucareiras isoladas da província de Camagüey. Os campos aprisionaram elementos "anti-sociais” por até três anos, sem acusação, por promoverem crenças e práticas que subvertiam os valores revolucionários oficiais. Estes foram milhares de homossexuais assumidos, enrustidos e presumidos; e pregadores religiosos acusados de proselitismo, além de artistas, intelectuais e jovens camponeses que resistiram à coletivização. Em 1968, denúncias privadas dos campos por figuras fundadoras da Revolução, como Haydée Santamaría e Carlos Franqui, finalmente forçaram Fidel Castro a fechá-los.

## História

### O começo
Poucos meses antes da primeira convocação para a UMAP, foi realizado um expurgo nas instituições de ensino que foi liderado pela União de Jovens Comunistas para expulsar dos campi "elementos contra-revolucionários e homossexuais". A União de Jovens Comunistas, por meio da revista Mella, publicaria a seguinte declaração:
Você sabe quem eles são, tiveram que lutar com eles muitas vezes (...) aplicar a força dos operários e camponeses, a força das massas, o direito das massas aos seus inimigos (...) Fora com os homossexuais e contra-revolucionários de nossos campi!
Poucos dias depois, a Federação de Estudantes Universitários, por meio da revista Alma Mater, diria:
Os futuros técnicos, cientistas e intelectuais devem ser necessariamente revolucionários, firmes perante o inimigo imperialista, as suas várias formas de penetração e agressão (...) Nem os elementos insatisfeitos com a revolução nem os homossexuais são capazes de cumprir esta tarefa e, portanto, o produto do suor e do sangue de nosso povo não deve ser investido neles para dar-lhes armas e ferramentas para que possam se voltar contra a sociedade.

### As Unidades Militares de Ajuda à Produção
Após a Revolução Cubana, sob a liderança de Fidel Castro, havia uma oposição considerável à revolução, e a fim de manter a estabilidade o novo regime necessitava de um mecanismo pelo qual pudesse neutralizar os opositores. Com este objetivo, em 1965, o governo de Cuba criou as UMAPs, para onde eram enviados os desafetos da revolução. Uma UMAP consistia numa fazenda estatal, onde os internos eram obrigados a trabalhar gratuitamente para o Estado. Este sistema cumpria dois objetivos: fornecer mão de obra gratuita ao Estado e punir aqueles que se recusavam a aceitar os ideias da revolução comunista.
Os líderes do novo regime revolucionário mostraram grande interesse em provar que essas Unidades não faziam parte do Serviço Militar Obrigatório, nem constituíam um novo sistema penitenciário.   O chefe do UMAP em seu discurso em março de 1966 disse que os membros dessas unidades "são prisioneiros militares e não políticos como você queria fingir" .
Raúl Castro declarou em abril de 1966:
O primeiro grupo que aderiu à UMAP incluiu alguns jovens que não se portavam da melhor maneira na vida, jovens que, devido à má formação e à influência do meio ambiente, trilharam um caminho errado perante a sociedade e foram incorporados para ajudá-los a encontrar um caminho correto que lhes permita se incorporar plenamente na sociedade
Em geral muitos eram enviados para esses campos por serem membros de ordem religiosa cristã, por serem homossexuais, por serem contrários aos ideais da revolução, ou por motivos políticos, incluindo alunos que foram expurgados de instituições. Em muitos casos, os parentes eram notificados semanas ou meses após a prisão.
Os reclusos da UMAP foram divididos em categorias (católicos, testemunhas de Jeová, homossexuais, etc.), cada recluso carregando um número atribuído a eles. Geralmente, havia dois tipos de acampamentos: acampamentos apenas para gays e acampamentos para todos os demais.
Os reclusos da UMAP desempenhavam tarefas agrícolas com uma média de trabalho de 60 horas semanais de segunda a sábado, embora aos domingos fossem por vezes obrigados a fazer trabalhos voluntários não contabilizados nas quotas de produção. As condições alimentares eram deficientes e de má qualidade  (até comiam gatos e cobras que os reclusos capturavam quando trabalhavam) embora alguns relatassem o contrário, mas a alimentação sempre dependeu da condição de cumprimento da cota de produção do dia, o mesmo acontecia com a água, os reclusos passaram a beber água contaminada que encontraram acumulada nos campos enquanto trabalhavam.
Embora houvesse exceções, os guardas foram descritos como arbitrários, abusivos e incompetentes. As punições variam de insultos a abusos físicos e tortura. Os reclusos foram privados de água e comida, ameaçados de execução, espancados, enterrados até ao pescoço no solo, obrigados a permanecer nas latrinas com águas residuais e amarrados a um poste durante a noite. Os maus-tratos foram dirigidos principalmente às Testemunhas de Jeová, por serem consideradas contra-revolucionárias e vinculadas aos Estados Unidos.

Um dos objetivos da UMAP era erradicar a homossexualidade, entendendo a homossexualidade como uma doença e um mal social que deveria ser contido. Medicamentos e tratamentos experimentais foram testados em presidiários homossexuais para atingir esse objetivo.
Eles pensaram que poderiam aplicar isso [experimentos pavlovianos] aos gays. Aí te deram um choque de insulina e um choque elétrico enquanto te mostravam fotos de homens nus e te davam, enquanto te davam comida, te davam charutos, te mostravam filmes de sexo heterossexual. Então eles pensaram que podiam ... deixar você hetero ... Às vezes eles te deixavam sem comida ou água por três dias e então te mostravam fotos de homens nus e então te davam comida quando te mostravam fotos de mulheres. Se você não é diabético e injetam insulina, dá um choque, você urina e defeca e vomita ... Choque elétrico ... você perdeu a memória e dois ou três dias depois não sabe quem era e está catatônico e não consegue falar.
As UMAP's são considerados por muitos o equivalente aos campos de concentração soviéticos, os Gulags. Um relatório de 1967 da Comissão Interamericana de Direitos Humanos estimou que cerca de 30 mil internos estavam presos nessas unidades.

### O final
Em 1965, o poeta Allen Ginsberg denunciou os maus-tratos a homossexuais e o internamento na UMAP, sendo expulso de Cuba por esse motivo.

Em 1966, o jornalista Paul Kidd deu a conhecer à comunidade internacional a existência da UMAP em seu artigo Castro’s Cuba: Police Repression Is Mounting:
Cerca de 200 campos de trabalhos forçados estão escondidos entre os altos e exuberantes campos de açúcar do centro de Cuba. Lá dentro, atrás de arame farpado, cerca de 30.000 cubanos vivem sob vigilância armada. Na terminologia do Partido Comunista de Cuba, os campos são conhecidos como "unidades militares de ajuda à produção". Mas há unidades militares desarmadas, e os homens dentro delas ajudam na produção porque parecem petrificados de fazer o contrário.

Eu estive dentro de um acampamento assim. A atmosfera era assustadora (...) Nenhum dos 120 detentos do campo era prisioneiro político ou criminoso. Em vez disso, eram pessoas ativas no que restou da destruída vida religiosa de Cuba, principalmente os católicos romanos e as Testemunhas de Jeová, ou outros que o governo vagamente chama de "desajustados sociais".
Em 1968, diante dos protestos da União de Escritores e Artistas de Cuba (UNEAC), de organizações internacionais e também de intelectuais estrangeiros de renome, os UMAPs foram fechadas. A documentação sobre esses campos de concentração teria sido destruída pelo governo cubano.
O filme "Conducta_impropia Conducta impropia", um premiado documentário francês de 1984, de Néstor Almendros e Orlando Jiménez Leal atesta o assédio sofrido por aqueles que estavam confinados nesses campos.

## Testemunhos
O jornalista Paul Kidd em sua visita a Cuba em 1966 relataria:
Relatos de brutalidade física dentro dos campos foram amplamente disseminados em Cuba. Duas horas noturnas de doutrinação ideológica e propaganda comunista foram planejadas para desenvolver uma "atitude correta". Agora há fortes rumores de que planos estão sendo feitos para estabelecer acampamentos semelhantes para mulheres cubanas. A população cubana está agora à beira de uma era de perseguição ao estilo de Stalin.
O cantor e compositor Pablo Milanés contaria:
Lá estávamos nós, entre 1965 e o final de 1967, mais de 40.000 pessoas em campos de concentração isolados na província de Camagüey, com trabalhos forçados das cinco da manhã ao anoitecer sem qualquer justificativa ou explicação. 
Víctor Mozo, antes das declarações de Mariela Castro, filha de Raúl Castro e ativista pelos direitos da comunidade LGBT, que se referia à UMAP como escolas de campo, relataria citando seu amigo Pedro Bencomo:
Era como uma escola no campo ... exceto pelo arame farpado, os guardas armados, os dias de trabalho de sol a sol, o castigo físico e mental, o isolamento de nossas famílias, a fome, a sede.